# Droit de superficie

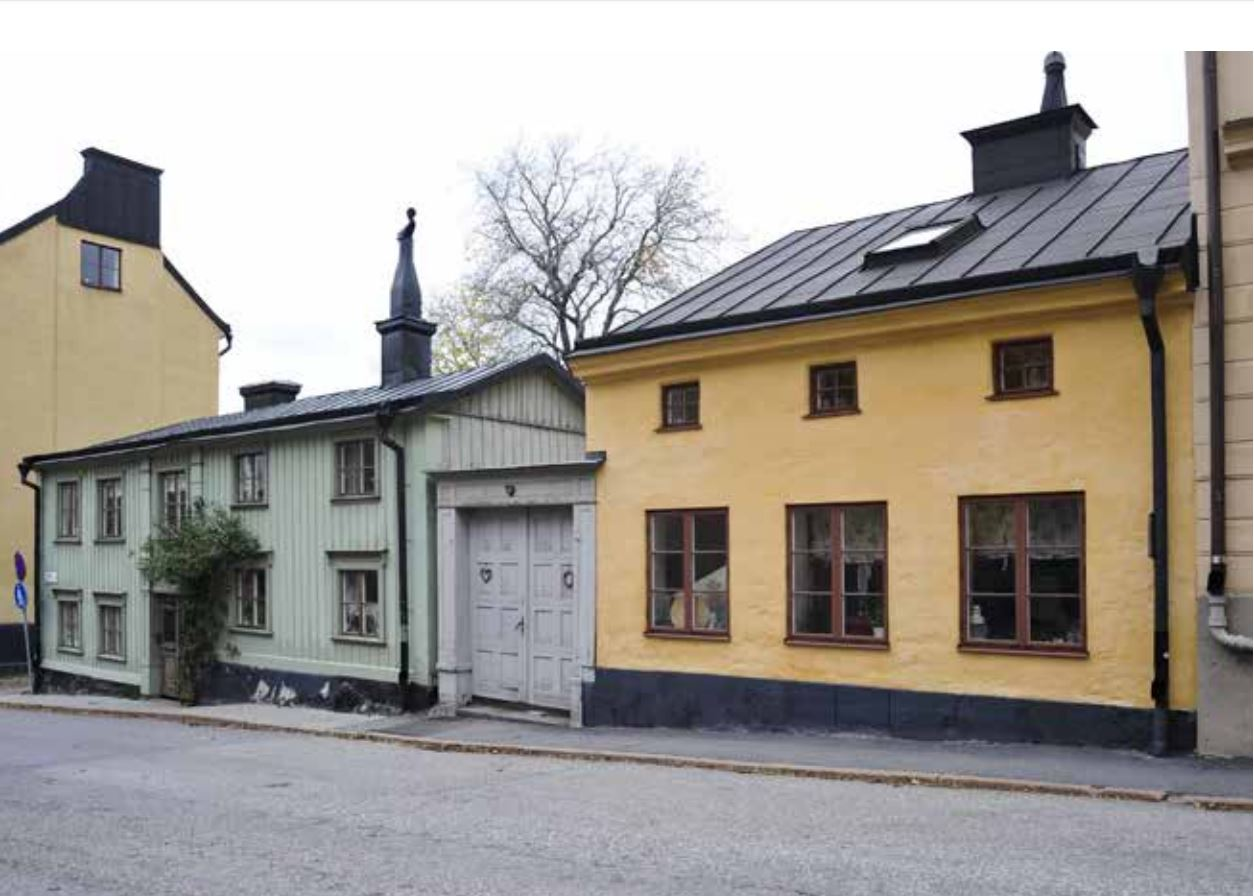
La propriété Kattfoten moins 10 avec Bastugatan 44 (le plus proche) et 46

Le droit de superficie (lat. superficies; aussi appelé droit superficiaire) est une modalité du droit de propriété appliquée à la division d'un bien immobilier entre le tréfoncier (dominus soli) et le superficiaire (superficiarius),.
Son effet principal est de dissocier la propriété du fonds de celle des bâtiments situés dessus, faisant échec au principe de l'accession (selon la maxime latine superficies solo cedit). 

## Thaïlande
Le droit de superficie est aussi inclut dans le Code Commercial et Civil de la Thaïlande aux articles 1410 et suivants.